# Моллі Г'юз
Моллі Г'юз (англ. Mollie Hughes; нар. 3 липня 1990) — британська спортивна авантюристка та дослідниця, яка виборола світові рекорди ставши наймолодшою людиною, котра піднімалася на обидві сторони Евересту, і наймолодшою жінкою, яка займається лижним соло на Південному полюсі.

## Біографія
Г'юз народилась в Девоні. За її словами вона піднялася на південну сторону Евересту в 2012 році, щоб подолати свою сором'язливість і тривогу, і щоб довести собі що має силу щось завершити. Після першого сходження вона оселилася в Едінбурзі і виявила, що сувора погода Шотландського нагір'я добре підготувала її до клімату навколо Евересту. В 2017 році вона здійснила сходження на північну сторону Евересту, подорожуючи з Джоном Гуптою. Роблячи це, вона встановила рекорд, отримуючи титул наймолодшої людини, яка піднялася на обидві сторони Евересту у віці 26 років. У 2019 році вона допомогла очолити експедицію до Гренландії з групою студентів академії Батгейт.
У 2020 році вона стала наймолодшою жінкою, яка самостійно на лижах досягла Південного полюсу.  Експедиція коштувала 75000 фунтів за спонсорства кампанії Crowdfunding. Використовувалася поїздка як збір коштів для Cancer Research UK. 13 листопада 2019 року Г'юз покинула Вхід Геркулеса і 10 січня наступного року досягла Південного полюсу. Вона йшла на лижах 702 милі (1 130 км) наодинці, підтягуючи 150-кілограмів (330 фунт) сани. Спочатку вона сподівалася досягти полюса в Новий рік, але її затримала негода, температура наближалася до -45 градусів Цельсія та 30 вузлів вітру. Під час подорожі хуртовина перешкоджала видимості протягом восьми днів, вимагаючи від Г'юз орієнтуватися за компасом. Після повернення з полюса вона відпочивала в Чилі перед поверненням до Британії. Вона одна із семи жінок, які подолали Південний полюс, не зупиняючись на поповнення провізії.